# Barrie (entreprise)
Pour les articles homonymes, voir Barrie (homonymie).
Barrie est une manufacture écossaise spécialisée dans la fabrication de collections de cachemire de luxe. Fondée dans les Scottish Borders en 1903, elle a été rachetée par Chanel en 2012. Une marque du même nom est lancée en 2014.

## Historique
Aux XVIIe siècle et XVIIIe siècle, le tricot représente une activité importante sur les îles écossaises. Les familles se consacrent en effet à la confection de pulls, chaussettes et accessoires. Les huiles naturellement présentes dans la laine offrent aux pêcheurs une protection complémentaire essentielle lorsqu’ils partent en mer.
Cette activité devient industrielle en 1771 avec l’arrivée de quatre métiers à tisser. En 1845, plus de 2 000 des 2 605 métiers à tisser écossais se trouvent dans les Scottish Borders. La ville de Hawick concentre à elle seule la moitié d’entre eux. C'est une petite ville des Scottish Borders, à 85 km d’Édimbourg et de fait un des berceaux de l'industrie de la laine et du cachemire écossais.
En 1903, à Hawick, deux entrepreneurs, Walter Barrie et Robert Kersel, ouvrent une usine spécialisée dans la fabrication de bas de qualité. Ce fabricant élargit bientôt son offre aux cardigans et pull-overs. Le modèle bicolore imaginé par Gabrielle Chanel dans les années 1920 est ainsi tricoté chez Barrie.
En 1962, la manufacture prend le nom de Barrie Knitwear Ltd et s’installe en 1975 à Burnfoot, dans une nouvelle usine spécialement construite pour le travail du cachemire. Barrie, qui commence à produire pour les grands noms de la mode, dont toujours Chanel, s’y trouve encore au XXIe siècle. Les délocalisations d'activités textiles, effectuées notamment dans les années 1980 vers l'Italie puis dans les années 1990 vers la Chine, réduisent le nombre de firmes et de sites de production. Ne subsistent essentiellement à Hawick et à proximité que Johnstons of Elgin (en), plus ancienne puisque fondée en 1797 et Barrie, et moins d'une dizaine de sites de production.
Au cours des années 2000, Barrie semble sur le point de s'arrêter malgré un partenariat déjà actif avec Chanel. À la suite de son rachat par ce groupe Chanel en octobre 2012, l'entreprise écossaise investit en équipements de fabrication, et privilégie le haut de gamme,. Bruno Pavlovsky, alors président des activités mode de Chanel, justifie ainsi cette décision d'achat : « (…) La manufacture travaille avec (Chanel) depuis plus de 25 ans (…). A travers cette acquisition, nous réaffirmons notre engagement en faveur de l’expertise et du savoir-faire traditionnel. ». Un an après l'acquisition, Bruno Pavlovsky décide de lancer la marque Barrie. Pour sa première collection automne-hiver 2014-2015, et pour la seconde collection, la maison choisit comme visage publicitaire Lily Collins, photographiée par Karl Lagerfeld. Une première boutique est créée à Paris, suivie d’une seconde à Londres. Depuis, la marque est présente dans 28 pays. Entre 2012 et 2018, les effectifs de Barrie passent de 176 à 275 employés.

## Savoir-faire
Dessinée dans le studio de création parisien de la maison, chaque collection est ensuite réalisée à Hawick. Composées de pull-overs, manteaux, ponchos, jupes, robes, pantalons de jogging, bonnets ou mitaines, manteaux, t-shirts, gants, les collections Barrie ont été saluées par la presse et les clientes pour leur créativité et leur modernité. Les rayures habillent les marinières, le chardon iconique, emblème de l'Écosse, se déploie sur les manches, tricoté en 3D. Cette technique installe des reliefs simples ou plus sophistiqués au cœur du tricot, ton sur ton ou en couleurs contrastées.
Le cachemire Barrie, originaire de Mongolie ou de Chine, est filé en Écosse, teinté et nuancé. La qualité des couleurs et la façon de teindre les fils font partie des spécificités de l'entreprise.
La manufacture s'appuie sur des équipements avec des machines automatiques dotées d'un système de conception numérique. Les motifs les plus sophistiqués requièrent jusqu’à une semaine de programmation pour être traduits en langage informatique, avant d’être transférés vers les machines à tricoter japonaises Shima Seiki. Aux côtés de ces machines, des métiers à tricoter plus traditionnelles permettent de fabriquer les pièces monochromes.
Le tricotage et l’assemblage d’un vêtement impliquent quarante opérations, dont la majorité sont effectuées à la main, ce qui demande temps et savoir-faire.
Une fois tricotées, les différentes parties du vêtement sont lavées avec l’eau du Teviot,, la rivière voisine de la manufacture. Cette eau ouvre les fibres de cachemire, contribuant à donner à cette laine sa douceur . Essentielle, cette étape concentre toute l’expertise des artisans écossais. Eux seuls peuvent au toucher des fibres, adapter le temps précis de lavage. Trop long, il donnerait une pièce boulochée. Trop court, il rendrait le cachemire rêche.
Après le séchage, le vêtement est repassé à la vapeur. Cette étape permet de vérifier qu’il est droit et correctement taillé. La coupe manuelle de l’encolure peut alors être effectuée, tout comme l’assemblage des différents éléments comme les poches et boutons, cousus à la main. Suivent d'utimes contrôles et repassages.
Les boutons fabriqués par des artisans tel que le parurier Desrues, fournisseur de Chanel, se déclinent au logo de la maison, en porcelaine ton sur ton, décorés ou peints à la main.

## Transmission
Inaugurée en 2012, l’école de formation Barrie apprend aux jeunes les compétences techniques nécessaires pour travailler au sein de la manufacture.
Déployée sur 18 mois ou deux ans, cette formation permet de pérenniser un héritage unique alliant savoir-faire traditionnel et dernières innovations. 

## Collaboration
Lors du 30e Festival international de mode et de photographie de Hyères, en 2015, la jeune photographe grecque Evangelía Kranióti a reçu le Prix spécial du jury photographie présidé par Éric Pfrunder, directeur de l’image de Chanel. La Maison Barrie l’a invitée à découvrir la manufacture. Evangelía Kranióti lui a consacré un film.